# NGC 5596
NGC 5596 é uma galáxia lenticular (S0) localizada na direcção da constelação de Boötes. Possui uma declinação de +37° 07' 22" e uma ascensão recta de 14 horas, 22 minutos e 28,6 segundos.
A galáxia NGC 5596 foi descoberta em 1 de Maio de 1785 por William Herschel.